# Montmajor
Montmajor es un municipio de la comarca del Bergadá, en la provincia de Barcelona, comunidad autónoma de Cataluña.  A mediados del siglo XIX se denominaba Montmajor y Querol; en esa época incorporó los antiguos municipios de Aguilar, Correà, Lluelles y Sorba.

## Localidades del municipio
- Correà
- Gargallà
- Montmajor
- Pujol de Planès, el
- Sant Feliu de Lluelles
- Sorba

El municipio se extiende por los enclaves de Catllarí, Comesposades y Valielles (que es un enclave en la provincia de Lérida).

## Historia
El castillo de Montmajor aparece citado en documentos de 1170. Formó parte del vizcondado de Berga, pasando más tarde al de Cardona. Formó parte de las posesiones del monasterio de Santa María de Valldaura hasta que en 1309 quedó en manos de la corona.

## Demografía
Montmajor cuenta con una población de 472 habitantes (INE 2024).
| Gráfica de evolución demográfica de Montmajor entre 1842 y 2021 |
| |
| Población de derecho según los censos de población del INE. Población de hecho según los censos de población del INE.En este censo se denominaba Montmayor y Queral: 1842. Entre el censo de 1857 y el anterior, crece el término del municipio porque incorpora a Aguiar, Correa, Lluells y Sorba. |

| 1900 | 1930 | 1950  | 1970 | 1981 | 1986 | 2008 |
| ---- | ---- | ----- | ---- | ---- | ---- | ---- |
| 694  | 866  | 1.016 | 759  | 739  | 690  | 472  |

## Cultura
La iglesia parroquial de Montmajor es de construcción moderna (1918) y está dedicada a San Saturnino. Se conservan restos del antiguo templo, documentado en 1050, y que formaba parte del castillo, del que aún queda en pie una parte de la torre.

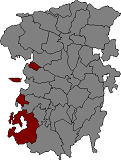
Localización de Montmajor en la comarca de Bergadá

En el Pujol de Planès se encuentra la iglesia de Sant Esteve. Construida en el siglo XI, es de estilo románico. del edificio original se conserva aún el ábside central y dos absidiolos que están decorados con bandas de estilo lombardo. En el siglo XVII la iglesia se amplió, añadiéndose la sacristía y dos capillas laterales. La iglesia de Santa María de les Canals en Catllarí es también románica. De nave única, tiene un ábside semicircular. La bóveda se encuentra derruida. La iglesia está documentada ya en el siglo XIII.
Montmajor celebra su fiesta mayor en el mes de septiembre. En enero tiene lugar la fiesta de San Antonio Abad.

## Economía
La principal actividad económica es la agricultura de secano. El cultivo principal es la cebada, seguida por el trigo. Destaca también la ganadería, especialmente de ganado porcino y bovino.